# ODCVL
Odcvl, anciennement nommé Office départemental des centres de vacances et de loisirs, est une société coopérative française créée en 1939 qui commercialise principalement des séjours de vacances en France et à l'étranger.

## Historique
Créée en février 1939, en Lorraine, par des enseignants bretons et vosgiens sous le nom d’Ufoval, l'Odcvl est une des associations pionnières de l'Éducation populaire et du droit aux vacances pour tous.
En 1970, l'association ouvre ses premiers centres permanents. Elle est certifiée ISO 9001 en 2003. L'année suivante, malgré la décroissance moyenne des effectifs de l'ordre de 3 % par an sur les sept dernières années pour les colonies de vacances, l'Odcvl est l'un des seuls organismes en France à ne pas perdre de clients. Elle adhère, en 2010, au comité 21. En 2012, les salariés, responsables et partenaires de l’association Odcvl, dont les municipalités de la Bresse et de Gérardmer, choisissent de transformer celle-ci en société coopérative d’intérêt collectif (S.C.I.C). La transformation en SCIC est une innovation en matière de management du projet associatif d'Odcvl qui permettra à l'association de continuer à concilier activité économique et utilité sociale. La Scic est enfin renommé: Odcvl Comptoir de projets éducatifs.
Quatre-vingts pour cent des salariés éligibles ont pris des parts dans la S.C.I.C et 98 % des salariés permanents sont sociétaires.
Son chiffre d'affaires en 2015 est de 8,9 millions, avec 157 salariés permanents et plus de 800 salariés temporaires. Sur l'ensemble de ses maisons tous séjours, Odcvl accueille près de 25 000 personnes par an,,. 

## Vacances et séjours éducatifs
Odcvl est organisé autour de 3  pôles. Il y a les séjours de vacances ou colonies de vacances pour les enfants et adolescents avec « Grand Angle », les classes de découvertes et séjours scolaires avec « Grandeur nature » et les séjours touristiques et sportifs (familles, groupes, séniors et entreprises) avec « Temps Forts ».

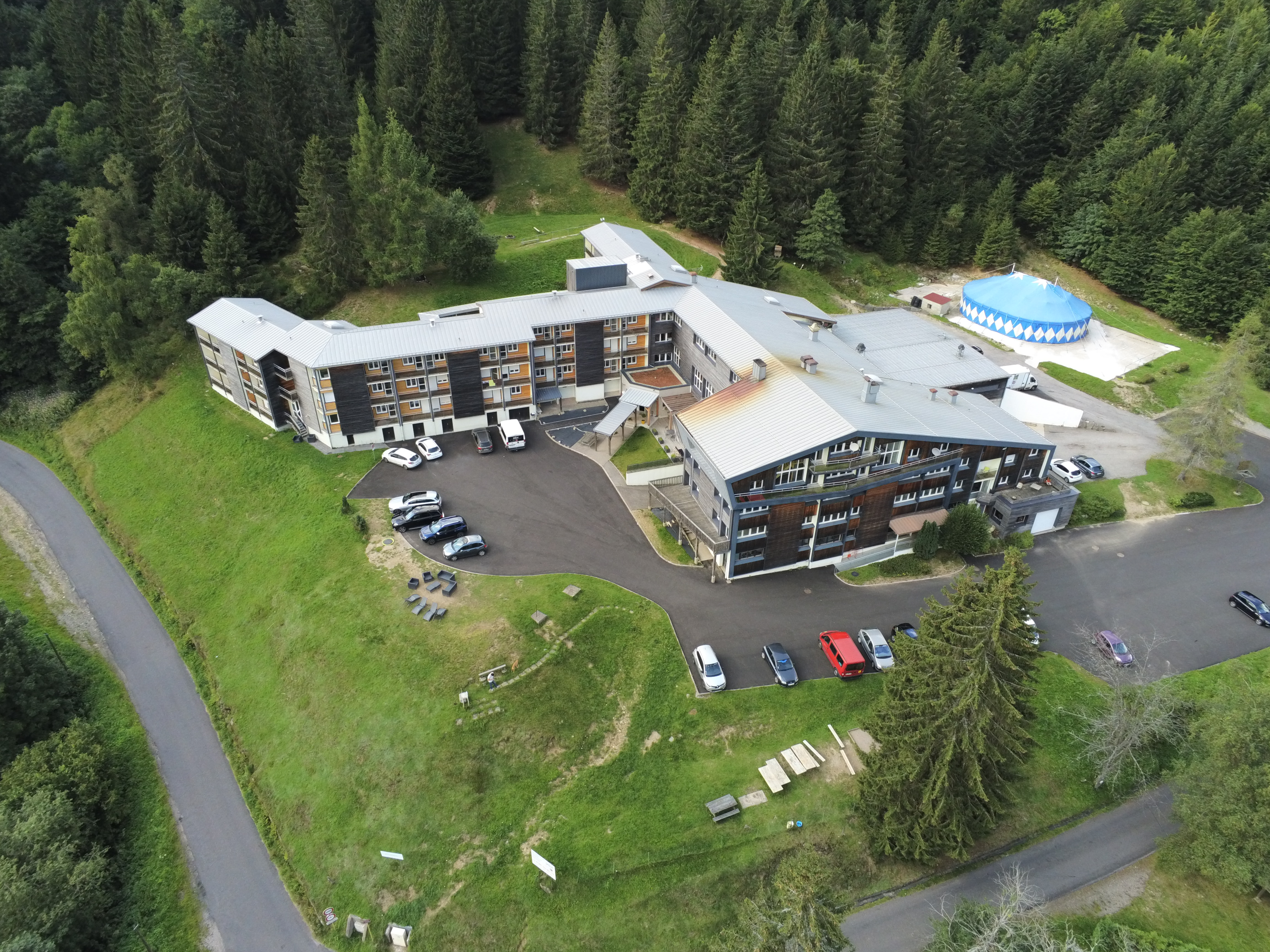
Odcvl - Le Pont du Metty (La Bresse 88)

Odcvl le Manoir d'Argueil

## Centres permanents en France
- Le Pont du Metty et le Chalet d’Artimont à La Bresse (88)[14] ;
- Le Haut du Tôt (88) ;
- La Maisondici à Les Voivres (88) ;
- La Fermeraie à Luttenbach-près-Munster (68) ;
- Le Chatelrêt à Vars Sainte Marie (05) ;
- Le Steredenn à Douarnenez (29)[15] ;
- Les Coussoules à Leucate, La Franqui (11) ;
- Le Manoir d’Argueil (76)[16]
- Le Tremplin de la Mauselaine à Gerardmer(88)
- La Jument Verte à Courlans(39)
- Le Pavillon des Officiers à Mont Dauphin (05)
- L'Estuaire au Verdon-sur-Mer (33)
- Le Nabias à Génos (85)

## Les engagements
L'Odcvl est partenaire de mouvements associatifs du Tourisme Social et de l’Éducation Populaire au sein de la vie associative vosgienne, lorraine et nationale.
- Membre de l'UNAT  National, Alsace, Lorraine, Midi-Pyrénées, PACA, Bretagne… ;
- Membre de la JPA Vosges ;
- Représentant du mouvement d'Éducation populaire au Conseil Départemental de l'Education Populaire et de la Jeunesse ;
- Membre fondateur d'un collectif d'Associations sur les Vosges ;
- Membre du CDT (Comité départemental du tourisme) ;
- Membre de l'AJA (Agence de tourisme associatif) ;
- Membre du Conseil d'Administration d'Educ'envia ;
- Partenaire de l’ANCV pour ses actions Seniors en Vacances et Bourse Solidarité Vacances.
- Membre fondateur avec Les résidences d'Armor et le village de vacances du Mans de l'HTADZ (Hébergement touristique associatif de Douarnenez)[17] ;